# Колонія (телесеріал)
«Коло́нія» (англ. Colony) — фантастичний телесеріал, створений Карлтоном К'юзом і Раяном Дж. Кондалом (англ. Ryan J. Condal). Пілотний епізод із Джошем Голловеєм та Сарою Вейн Келліс у головних ролях вийшов 21 грудня 2015 року, перші 10 епізодів вийшли на USA Network (прем'єра 14 січня 2016 року).
4 лютого 2016 прийнято рішення про продовження серіалу на другий сезон, 4 квітня 2017-го — на третій, який йшов 2 травня — 25 липня 2018 року та завершив серіал.

## Сюжет
Інопланетна цивілізація окупувала Землю. Колишні міста обгороджено стінами, колабораційним урядом введено внутрішні паспорти, внутрішню розвідку, внутрішні війська, реєстрацію діяльності, реєстрацію місця проживання, карткову систему, комендантську годину, трудові табори, озброєні патрулі можуть затримувати кого заманеться (часто за відсутність паспортів). В США починається супротив.

## Список епізодів
| Сезони | Кількість епізодів | Прем'єрний показ | Прем'єрний показ |
| Сезони | Кількість епізодів | Початок          | Завершення       |
| ------ | ------------------ | ---------------- | ---------------- |
| 1      | 10                 | 14 січня 2016    | 17 березня 2016  |
| 2      | 13                 | 12 січня 2017    | 6 квітня 2017    |
| 3      | 13                 | 2 травня 2018    | 25 липня 2018    |

## У ролях

### Основний склад
- Джош Голловей — Вілл Боумен
- Сара Вейн Келліс — Кеті Боумен
- Пітер Джекобсон — Алан Снайдер
- Торі Кіттлс — Бруссар
- Ізабелла Кроветті — Грейсі Боумен
- Алекс Нойштадтер — Брем Боумен

### Інші ролі
- Аманда Рієтті — Меделін
- Джейкоб Бастер — Чарлі Боумен
- Еллі Волкер — Хелена